# Aegiphila mollis
Aegiphila mollis là một loài thực vật có hoa trong họ Hoa môi. Loài này được Kunth mô tả khoa học đầu tiên năm 1818.